# Tự động hóa thiết kế điện tử
Tự động hóa thiết kế điện tử (electronic design automation/EDA) hay CAD điện tử (electronic computer-aided design/ECAD), là một nhóm các công cụ phần mềm dùng để thiết kế các hệ thống điện tử như vi mạch và bảng mạch in. Các công cụ này làm việc cùng nhau trong một luồng thiết kế (design flow) mà các nhà thiết kế chip sử dụng để thiết kế và phân tích toàn bộ các chip bán dẫn. Do một chip bán dẫn hiện đại có thể chứa hàng tỉ thành phần nên các công cụ EDA rất quan trọng trong việc thiết kế các chip này; bài viết này mô tả EDA liên quan chủ yếu tới các vi mạch (ICs).